# Kvalifikace na Mistrovství světa ve fotbale 2022 (UEFA) – skupina C
Skupina C kvalifikace na Mistrovství světa ve fotbale 2022 je jednou z 9 evropských kvalifikačních skupin na tento šampionát. Postup na závěrečný turnaj si zajistí vítěz skupiny. Osm nejlepších týmů na druhých místech ze všech skupin bude hrát baráž, zatímco nejhorší tým na druhých místech přímo vypadne.

## Tabulka

### Skupina C
| Tým           | Z | V | R | P | VG | IG | +/- | B  | výsledek          |
| ------------- | - | - | - | - | -- | -- | --- | -- | ----------------- |
| Švýcarsko     | 8 | 5 | 3 | 0 | 15 | 2  | +13 | 18 | postup na MS 2022 |
| Itálie        | 8 | 4 | 4 | 0 | 13 | 2  | +11 | 16 | postup do baráže  |
| Severní Irsko | 8 | 2 | 3 | 3 | 6  | 7  | −1  | 9  |                   |
| Bulharsko     | 8 | 2 | 2 | 4 | 6  | 14 | −8  | 8  |                   |
| Litva         | 8 | 1 | 0 | 7 | 4  | 19 | −15 | 3  |                   |

## Zápasy
| 25. března 2021 18:00 |                             |                                   |                                                                |
| Bulharsko             | 1–3                         | Švýcarsko                         | Národní stadion Vasil Levski, Sofie rozhodčí: Nikola Dabanović |
| Despodov 46'          | Report (FIFA) Report (UEFA) | Embolo 7' Seferović 10' Zuber 13' | Národní stadion Vasil Levski, Sofie rozhodčí: Nikola Dabanović |

| 25. března 2021 20:45    |                             |               |                                                     |
| Itálie                   | 2–0                         | Severní Irsko | Stadio Ennio Tardini, Parma rozhodčí: Ali Palabıyık |
| Berardi 14' Immobile 39' | Report (FIFA) Report (UEFA) |               | Stadio Ennio Tardini, Parma rozhodčí: Ali Palabıyık |

| 28. března 2021 20:45 |                             |                                  |                                                             |
| Bulharsko             | 0–2                         | Itálie                           | Národní stadion Vasil Levski, Sofie rozhodčí: Slavko Vinčić |
|                       | Report (FIFA) Report (UEFA) | Belotti 43' (pen.) Locatelli 83' | Národní stadion Vasil Levski, Sofie rozhodčí: Slavko Vinčić |

| 28. března 2021 20:45 |                             |       |                                                    |
| Švýcarsko             | 1–0                         | Litva | Kybunpark, St. Gallen rozhodčí: Mattias Gestranius |
| Shaqiri 2'            | Report (FIFA) Report (UEFA) |       | Kybunpark, St. Gallen rozhodčí: Mattias Gestranius |

| 31. března 2021 20:45 |                             |                                 |                      |
| Litva                 | 0–2                         | Itálie                          | LFF stadion, Vilnius |
|                       | Report (FIFA) Report (UEFA) | Sensi 48' Immobile 90+4' (pen.) | LFF stadion, Vilnius |

| 31. března 2021 20:45 |                             |           |                       |
| Severní Irsko         | 0–0                         | Bulharsko | Windsor Park, Belfast |
|                       | Report (FIFA) Report (UEFA) |           | Windsor Park, Belfast |

| 2. září 2021 20:45  |                             |                  |  |
| Itálie              | 1–1                         | Bulharsko        |  |
| Federico Chiesa 16' | Report (FIFA) Report (UEFA) | Atanas Iliev 40' |  |

| 2. září 2021 20:45     |                             |                                                                                    |  |
| Litva                  | 1–4                         | Severní Irsko                                                                      |  |
| Rolandas Baravykas 55' | Report (FIFA) Report (UEFA) | Daniel Ballard 20' Conor Washington 52' (p) Shayne Lavery 67' Paddy McNair 82' (p) |  |

| 5. září 2021 18:00 |                             |       |  |
| Bulharsko          | 1–0                         | Litva |  |
| Iwajło Czoczew 82' | Report (FIFA) Report (UEFA) |       |  |

| 5. září 2021 20:45 |                             |        |  |
| Švýcarsko          | 0–0                         | Itálie |  |
|                    | Report (FIFA) Report (UEFA) |        |  |

| 8. září 2021 20:45                                                                          |                             |       |  |
| Itálie                                                                                      | 5–0                         | Litva |  |
| Moise Kean 11', 29' Edgaras Utkus 14' vlastní Giacomo Raspadori 24' Giovanni Di Lorenzo 54' | Report (FIFA) Report (UEFA) |       |  |

| 8. září 2021 20:45 |                             |           |                       |
| Severní Irsko      | 0–0                         | Švýcarsko | Windsor Park, Belfast |
|                    | Report (FIFA) Report (UEFA) |           | Windsor Park, Belfast |

| 9. října 2021 15:00                         |                             |                    |  |
| Litva                                       | 3–1                         | Bulharsko          |  |
| Justas Lasickas 18' Fiodor Černych 82', 84' | Report (FIFA) Report (UEFA) | Kiril Despodov 64' |  |

| 9. října 2021 20:45                          |                             |               |  |
| Švýcarsko                                    | 2–0                         | Severní Irsko |  |
| Steven Zuber 45+3' Christian Fassnacht 90+1' | Report (FIFA) Report (UEFA) |               |  |

| 12. října 2021 20:45   |                             |                      |  |
| Bulharsko              | 2–1                         | Severní Irsko        |  |
| Todor Nedelew 53', 63' | Report (FIFA) Report (UEFA) | Conor Washington 37' |  |

| 12. října 2021 20:45 |                             |                                                                 |  |
| Litva                | 0–4                         | Švýcarsko                                                       |  |
|                      | Report (FIFA) Report (UEFA) | Breel Embolo 31', 45' Renato Steffen 42' Mario Gavranović 90+4' |  |

| 12. listopadu 2021 20:45 |                             |                   |  |
| Itálie                   | 1–1                         | Švýcarsko         |  |
| Giovanni Di Lorenzo 36'  | Report (FIFA) Report (UEFA) | Silvan Widmer 11' |  |

| 12. listopadu 2021 20:45 |                             |       |                       |
| Severní Irsko            | 1–0                         | Litva | Windsor Park, Belfast |
| Benas Šatkus 18' vlastní | Report (FIFA) Report (UEFA) |       | Windsor Park, Belfast |

| 15. listopadu 2021 20:45 |                             |        |                                               |
| Severní Irsko            | 0–0                         | Itálie | Windsor Park, Belfast rozhodčí: Istvan Kovacs |
|                          | Report (FIFA) Report (UEFA) |        | Windsor Park, Belfast rozhodčí: Istvan Kovacs |

| 15. listopadu 2021 20:45                                             |                             |           |                                                |
| Švýcarsko                                                            | 4-0                         | Bulharsko | Swissporarena, Luzern rozhodčí: Benoit Bastien |
| Noah Okafor 48' Ruben Vargas 57' Cedric Itten 72' Remo Freuler 90+1' | Report (FIFA) Report (UEFA) |           | Swissporarena, Luzern rozhodčí: Benoit Bastien |

## Střelci branek
Střelci 3 branek
- Švýcarsko Breel Embolo

Střelci 2 branek
- Bulharsko Kiril Despodov
- Bulharsko Todor Nedelew
- Severní Irsko Conor Washington
- Litva Fiodor Černych
- Švýcarsko Steven Zuber
- Itálie Giovanni Di Lorenzo
- Itálie Ciro Immobile
- Itálie Moise Kean

Střelci 1 branky
- Bulharsko Iwajło Czoczew
- Bulharsko Atanas Iliev
- Severní Irsko Daniel Ballard
- Severní Irsko Shayne Lavery
- Severní Irsko Paddy McNair
- Litva Rolandas Baravykas
- Litva Justas Lasickas
- Švýcarsko Christian Fassnacht
- Švýcarsko Remo Freuler
- Švýcarsko Mario Gavranović
- Švýcarsko Cedric Itten
- Švýcarsko Noah Okafor
- Švýcarsko Haris Seferović
- Švýcarsko Xherdan Shaqiri
- Švýcarsko Renato Steffen
- Švýcarsko Ruben Vargas
- Švýcarsko Silvan Widmer
- Itálie Andrea Belotti
- Itálie Domenico Berardi
- Itálie Federico Chiesa
- Itálie Manuel Locatelli
- Itálie Giacomo Raspadori
- Itálie Stefano Sensi

Vlastní branka
- Litva Benas Šatkus (proti Severnímu Irsku)
- Litva Edgaras Utkus (proti Itálii)